# Archidiocèse de Capoue
L' archidiocèse de Capoue (en latin : Archidiœcesis Capuana ; en italien : Arcidiocesi di Capua) est un archidiocèse de l'Église catholique en Italie, suffragant de l'archidiocèse de Naples et appartenant à la région ecclésiastique de Campanie.

## Territoire
Il est situé sur une partie de la province de Caserte, l'autre partie de cette province étant partagée par les diocèses d'Acerra, d'Isernia-Venafro, de Teano-Calvi, de Cerreto Sannita-Telese-Sant'Agata de' Goti, de Caserte, d'Alife-Caiazzo, de Sessa Aurunca, et de Sora-Cassino-Aquino-Pontecorvo. Il possède un territoire d'une superficie de 157 km2 divisé en 60 paroisses regroupées en sept doyennés. L'évêché est dans la ville de Capoue où se trouve la cathédrale de l'Assomption.

## Histoire
Selon la tradition, l'archidiocèse de Capoue est christianisé par saint Prisce (it), un disciple de saint Pierre. C'est l'un des plus anciens diocèses italiens qui date d'avant le milieu du Ier siècle. Son ancienneté se démontre par ses catacombes, ses basiliques paléochrétiennes, son engagement dans les débats doctrinaux toujours aux côtés de Rome ; les lettres, conservées à la bibliothèque diocésaine de l'archidiocèse de Capoue, entre saint Cyprien de Carthage et saint Augustin de Capoue (249-260).
Le premier évêque historiquement connu est Protasius (304-326), qui est présent au concile romain de 313 sous le pape Miltiade, au concile de Rome de 313, au premier concile d'Arles de 314 et les deux autres conciles romains de 315 et 325. Il est remplacé par Protus Vincentius, un diacre romain et légat du pape Sylvestre Ier au premier concile de Nicée. Il joue un rôle important dans les discussions sur l'arianisme et est aussi présent au concile de Sardique (343). Au conciles d'Arles de 353, il donne son accord sur la déposition de saint Athanase. En 391, le pape Sirice organise le concile de Capoue (it) sous la présidence de saint Ambroise qui discute et définit la doctrine de la virginité perpétuelle de Marie contestée par l'évêque hérétique Bonosus de Sardique (it).
Deux évêques de Capoue se distinguent au VIe siècle. Germain de Capoue (516-540) qui est envoyé en 519 par le pape Hormisdas comme légat apostolique auprès de Justin Ier pour mettre fin au schisme acacien (en). Saint Victor (541-556), expert bibliste, patrologue, liturgiste et astronome, auteur d'un texte liturgique universellement connu portant la désignation de Codex Fuldensis o Bonifatianus, contenant un lectionnaire et un calendrier en usage en Campanie avant le milieu du IVe siècle.
En 841, l'antique ville de Capoue est détruite par les Sarrasins envoyés par le prince de Bénévent. Cependant, en 856, l'évêque Landolf (843-879) et son frère, le comte Landon, qui représentent la plus haute noblesse de la grande noblesse Lombarde dans le comté de Capoue, reconstruisent la ville près des rives du Volturno. L'ancienne ville autour de la basilique de "Santa Maria Maggiore" est repeuplé après et s'appelle Santa Maria Capua Vetere. Grâce à la politique de l'évêque Landolfo, également comte, Capoue devient le siège de la principauté. Les historiens affirment que l'un des événements les plus importants de l'histoire de l'archidiocèse de Capoue est l'installation des bénédictins dans cette ville. En 883, l'abbaye du Mont-Cassin est détruite par les Sarrasins. En 914, les moines s'installent à Capoue, dans le monastère construit par l'abbé Giovanni (914-928). Capoue devient ainsi l’un des centres culturels et religieux les plus importants d’Europe.
Le 14 août 966, le pape Jean XIII qui avait trouvé refuge à Capoue élève le siège au rang d'archidiocèse métropolitain avec pour suffragants Atina (it), Aquino, Caiazzo, Calvi, Carinola (it), Caserte, Fondi (it), Gaète, Isernia, Sessa Aurunca, Sora, Teano et Venafro. Ce privilège est accordé car après l'élection de Jean XIII, imposé par Otton Ier, Jean XIII est expulsé du palais du Latran, flagellé et enfermé au château Saint-Ange. Il réussit à s'échapper et se réfugie dans le palais épiscopal de Capoue, accueilli par Pandolfo Ier. Ainsi, Capoue s'avére être la cinquième métropole d'Italie après Rome, Milan, Aquilée et Ravenne et la première dans le sud de l'Italie de rite latin car c'est seulement plus tard que sont établis les sièges métropolitains de Salerne (vers 968) et Bénévent (969). Pour également pour cette raison que l’archevêque de Capoue devient le légat du siège apostolique et le vicaire du pape dans la principauté lombarde. Les archevêques de Capoue bénéficiaient aussi de privilèges particuliers : liés par le Saint-Siège , ils avaient le droit d’oindre les princes de Capoue avec une huile sainte, signaient leurs décrets avec minium ou Cinabre et authentifiaient leurs bulles avec le plomb.
À la fin du Xe siècle, Capoue atteint son apogée. Le prince Pandolf Tête de Fer, avec la conquête de la principauté de Salerne (978), rassemble pour la première fois les états du sud de l'Italie lombarde, appelés Langobardia Minor. Les Normands succèdent aux Lombards qui augmentent encore le prestige du siège métropolitain et gardent Capoue comme centre politique et militaire du royaume. Les Normands de Capoue se déclarent vassaux et sujets de l'Église, défendant le Saint-Siège contre l'ingérence des empereurs ; ainsi l'archevêque métropolitain Erveo (1072-1087) est l'un des plus ardents partisans de Grégoire VII, qui est accueilli maintes fois dans le palais épiscopal. En 1170, l'archevêque métropolitain Alfano est envoyé comme légat du pape auprès du roi Henri II d'Angleterre lui demandant de rendre compte du meurtre de saint Thomas Becket, archevêque de Canterbury. De retour de la légation, Alfano reçoit en cadeau du roi de Sicile un précieux livre d'évangile, maintenant conservé dans le trésor de la cathédrale.
Sur les 80 archevêques métropolitains, 19 deviennent cardinaux dont le plus célèbre est saint Robert Bellarmin qui est canonisé en 1930 et déclaré docteur de l'Église en 1931. 22 papes ont également visité Capoue pour raisons politiques ou pastorales, parmi eux : Grégoire VII, Grégoire X, Célestin V, Boniface VIII, Urbain VI, Benoît XIII, Pie IX et Jean-Paul II.
Avec la bulle De utiliori du pape Pie VII du 27 juin 1818, les diocèses suffragants de Capoue sont réduits à ceux d' Isernia, Calvi et Teano, Sessa Aurunca et Caserte. Le 29 septembre 1967, par la lettre apostolique Roma altera quondam, le pape Paul VI proclame saint Robert Bellarmin et saint Étienne, principaux patrons de l'archidiocèse. Le 30 avril 1979, par la bulle Quamquam Ecclesia du pape Jean-Paul II, l'archidiocèse perd son rang métropolitain, tout en conservant le titre d'archidiocèse et devient suffragant de l'archidiocèse de Naples.

## Source
- (it) Cet article est partiellement ou en totalité issu de l’article de Wikipédia en italien intitulé « Arcidiocesi di Capua » (voir la liste des auteurs).